# Das schwindende Herz
Das schwindende Herz ist ein mystisches, österreich-ungarisch-deutsches Stummfilmdrama aus dem Jahre 1917 von Alfred Halm mit Magda Sonja in einer Hauptrolle.

## Handlung
Graf Julian hat geerbt, doch er hat nicht viel Freude an der Hinterlassenschaft seines Vaters. Denn der Besitz ist stark verschuldet und wird sogleich vom Gläubiger übernommen. Der junge Graf beschließt daher, in die Universitätsstadt zu gehen, um dort ein völlig neues Leben zu beginnen. Er ahnt nicht, dass ihn zwei Männer verfolgen. Auf der Suche nach einem bezahlbaren Zimmer lernt Julian die junge Stella kennen, deren Mutter Wohnungen vermietet. Doch beruflich kommt er nicht voran, und sein Erspartes rinnt Julian allmählich durch die Finger. Einer der beiden Männer, die ihn verfolgen, ein Fremder, spricht Julian eines Tages in der Universitätsbibliothek an. Man unterhält sich, und plötzlich bietet der Fremde Julian an, ihm zu helfen. Er kenne eine Schauspielerin namens Thea Aderstrom, die gern junge Talente fördere. Man lernt sich kennen, und bald gerät Julian in den Bann der schönen Frau. Zeitgleich erhält Stella von einem Unbekannten ein silbernes Herz zugeschickt, mit ein paar Zeilen als Erklärung. Da heißt es, das Herz möge demjenigen Glück bringen, dem sie es in Liebe widme. Sofort lässt Stella das Herz ihrer heimlichen großen Liebe Julian zukommen und fügt demselben Schreiben einen größeren Geldbetrag zu, auf dass Julian die nächste Zeit über die Runden kommt. Um ihn nicht zu beschämen, leugnet Stella, die Überbringerin der milden Gabe zu sein. Julian denkt darüber nicht weiter nach und freut sich, mit dem Geld nun mehr aus sich machen zu können, um Thea als Mann von Welt zu beeindrucken.
Bei genauerer Betrachtung des Herzens entdeckt Julian aber auch eine Inschrift, die einer Warnung gleichkommt. Das Herz ermögliche ihm die Erfüllung von Wünschen, jedoch je größer der Wunsch sei, desto mehr würde auch die Größe des Herzens schwinden und damit seine verbleibende Lebenszeit. Julian schlägt diese dunkle Prophezeiung jedoch in den Wind und beginnt nun einen Wunsch nach dem anderen zu äußern. Plötzlich gewinnt er im Spiel eine große Summe Geld und erfüllt sich damit einen weiteren Herzenswunsch, sich ein großes Haus kaufen zu können. Zu seinem Erstaunen findet er dort auch Erbstücke aus dem väterlichen Besitz wieder. Auch beginnt Julian Kraft seines Herzens diverse Wünsche Theas zu erfüllen. Doch das Geschenk macht ihn nicht wirklich glücklich. Die Größe des Herzens schwindet von Mal zu Mal und macht Julian Angst. Auch sonst hat die Unerklärlichkeit der wundersamen Wirkung des silbernen Geschenkes starke Auswirkung auf sein schwächelndes Nervenkostüm. Julian gibt Theas Unersättlichkeit die Schuld dafür, dass er sein Leben schwinden sieht, und weist sie eines Tages, als sie mal wieder einen Wunsch erfüllt haben möchte, schroff von sich. Spät reift in Julian die Erkenntnis, dass er für äußeren Tand, den er für Thea verschwendet hat, seine wahre Liebe, Stella, vergessen hat. Den wichtigsten Wunsch, ihre Liebe zu erbitten, hat er auf der Suche nach Äußerlichkeiten nicht erbeten. Derart niedergeschlagen, schleppt sich Julian in den Park und wirft voller Enttäuschung das Herz fort, nachdem er als letzten Akt Stellas Glück erwünscht hat.
Wieder taucht wie aus dem Nichts der mysteriöse Fremde auf. Er hebt das silberne Herz auf und schickt es an Stella zurück. Mit enthalten ist eine Mitteilung, dass auf einer Bank für Stella ein großer Geldbetrag auf sie warte. Einzige Bedingung: Stella müsse fortan das Herz offen tragen. Der Fremde bittet Stella und ihre Mutter zu Graf Julian zu kommen. Als der seine alte Liebe wieder sieht, glaubt er prompt, sein letzter Herzenswunsch sei doch noch in Erfüllung gegangen. Überglücklich nimmt Julian seine einstige Liebe in die Arme, wundert sich aber, dass an ihrem Hals das silberne Herz in seiner ursprünglichen Größe baumelt. Der Fremde sorgt für die Erklärung dieses Mysteriums: Einst gehörte er wie auch der alte Graf Rolberg einem Geheimbund an, das sich als Ziel gesetzt hatte, zum Wohl der Menschheit zu wirken. Rolberg wusste von der Leichtlebigkeit seines verschwenderischen Sohnes und bat zwei der Geheimbündler, darunter auch den Fremden, fortan auf seinen Spross zu achten. Der alte Rolberg übereignete dem Fremden seinen Besitz, sodass er im Angesicht des Todes pleite schien. Auch das silberne Herz, das in sich ein Geheimnis barg, wurde dem Fremden übergeben. Gleich den russischen Matrjoschka-Holzpuppen steckte in dem Herz weitere Silberherzen, die sich bei jeder Öffnung von Mal zu Mal verjüngten. Nach jedem geäußerten Wunsch war es der ominöse Fremde, der heimlich dem Herz das nächstkleinere entnahm, sodass man den Eindruck eines schwindenden Herzens haben musste. Im letzten Moment reifte, wie vom alten Grafen erhofft, in Graf Julian die Erkenntnis, welche Dinge im Leben wichtig sind und welche nicht, und dass sich das Glück nicht erkaufen lässt, sondern in der echten Liebe zu einem anderen Menschen begründet ist.

## Produktionsnotizen
Das schwindende Herz entstand im Winter 1916/17 und wurde im April 1917 uraufgeführt, Massenstart war am 21. September 1917 in Wien. Der Film besaß eine Länge von 1472 Metern, verteilt auf vier Akte.
Arnold Pressburger übernahm die Produktionsleitung.

## Kritik
In Wiens Neue Kino-Rundschau heißt es: „Einer symbolischen sinnreichen Handlung von ethischem Gehalt wird durch eine geradezu unübertreffliche Regiekunst der richtige Hintergrund geboten, wodurch das Thema noch gehoben und wirkungsvoller zur Geltung gebracht wird.“